# Consolidation (sol)
La consolidation est, selon K. von Terzaghi, « tout processus par lequel la teneur en eau d'un sol saturé diminue, sans remplacement de l'eau par l'air ». Le plus souvent c'est par tassement, sous l'action à long terme des charges statiques, que s'effectue cette compaction avec expulsion de l'eau interstitielle. 
L'étude du phénomène de consolidation est essentielle dans la compréhension des phénomènes de tassement en construction. Elle est une composante de la mécanique des fondations.
Il existe différentes méthodes pour prédire l'amplitude du tassement par consolidation. Les premiers modèles théoriques modernes ont été introduits dans les années 1920, selon deux approches sensiblement différentes, par Karl Terzaghi et Paul Fillunger. Le modèle de Terzaghi était basé sur des équations de diffusion impliquant des paramètres expérimentaux facilement détectables, tels que la rigidité du sol et sa perméabilité. Par conséquent, il est encore largement utilisé dans la pratique de l'ingénierie aujourd'hui. Dans la méthode classique, due à Terzaghi, on recourt à des essais dits « œdométriques » effectués en laboratoire sur un échantillon du sol à étudier : cet essai aboutit à la mesure d'un module de compressibilité, ainsi que la perméabilité du milieu poreux étudié, qui permet de calculer le tassement dû à la consolidation.

## Un phénomène en partie réversible
Quand un sol, préalablement consolidé, est déchargé, il récupère en partie son volume initial (on parle alors de sol « surconsolidé ») : les terrains glaciaires relèvent de cette situation. Si on applique ensuite de nouveau le chargement, le sol reprend sa consolidation. Un sol, à échelle géologique ou même historique, a généralement connu plusieurs cycles de charge-décharge, d'amplitudes différentes. L'effort le plus élevé auquel un sol a été soumis se nomme l'« effort de préconsolidation ».

## Analyse

### Analogie du ressort
On doit à K. von Terzaghi une analogie élémentaire du processus de la consolidation unidimensionnelle (verticale). Cette analogie consiste en un système idéalisé composé d'un ressort supportant un piston troué d'un orifice, et d'un récipient rempli d'eau. Dans ce système, l'ensemble (ressort + plaque percée d'un orifice) représente le « squelette solide » du sol, et l'eau qui remplit le récipient représente l'eau interstitielle du sol. La raideur du ressort est proportionnelle à la compressibilité du sol.

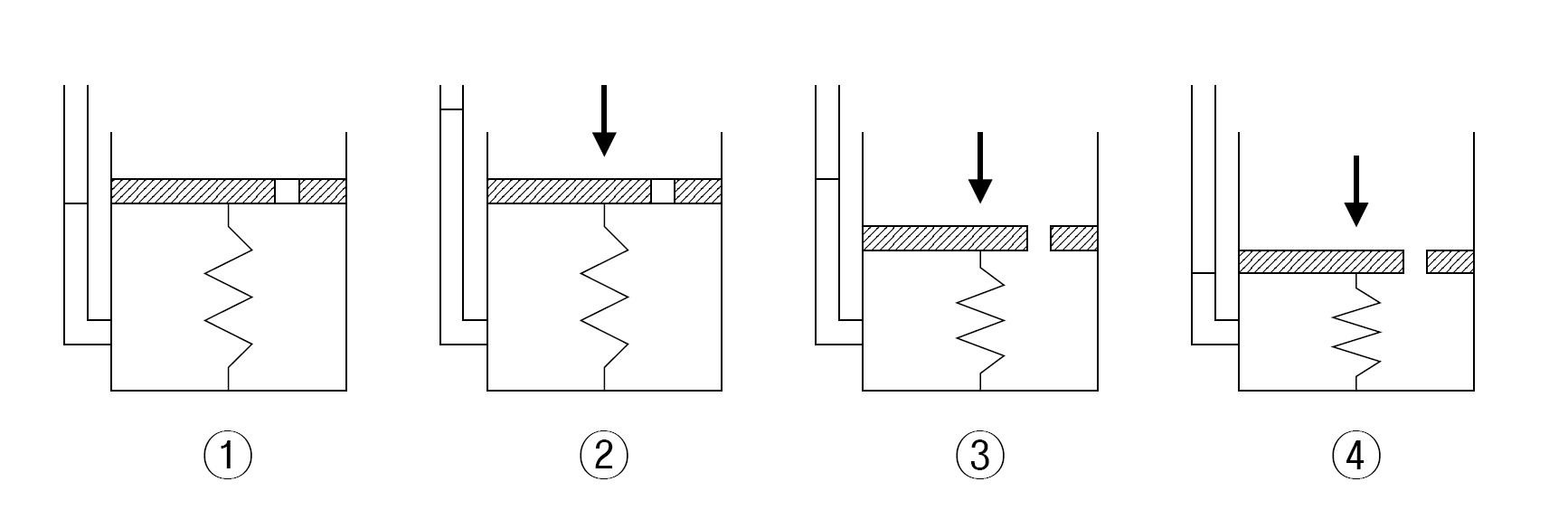
Analogie de Terzaghi pour la consolidation unidimensionnelle.

1. Le récipient est complètement rempli avec de l'eau, et le trou est fermé (sol entièrement saturé).
2. Une charge est appliquée sur la couverture, alors que le trou est encore fermé. À ce stade, l'eau, par son incompressibilité, reprend seule la charge appliquée (Principe de Pascal).
3. Dès que le trou est ouvert, l'eau commence à s'écouler par le trou et le ressort se comprime : cela modélise le drainage de l'eau interstitielle par soulagement de la pression excédentaire.
4. Après un certain temps, le drainage de l'eau s'interrompt car le ressort fait équilibre à la charge appliquée. (Pleine dissipation de pression excédentaire d'eau interstitielle. Fin de la consolidation)

### Consolidation primaire
Cette méthode suppose que la consolidation se produit seulement dans une dimension. Des mesures en laboratoire permettent de tracer le diagramme des déformations ou l'indice des vides avec la disposition des pressions sur une échelle logarithmique. La pente du graphique donne l'indice de compression ou indice de ré-compression. Le tassement par consolidation primaire d'un sol normalement consolidé peut alors être déterminée par :
avec
δc est le tassement dû à la consolidation.
Cc est l'indice de compression.
e0 est l'indice des vides initial.
H est la hauteur du sol.
σ'zf est la contrainte verticale effective finale.
σ'z0 est la contrainte verticale effective initiale.
Cc peut être remplacé par Cs (l'indice de gonflement ou de décompression) pour l'usage dans les sols sur-consolidés où la contrainte effective (en) finale est inférieure à la contrainte effective de préconsolidation σ'p. Quand la contrainte effective finale est plus grande que la contrainte effective de préconsolidation, les deux équations doivent être employées en association pour modeler la partie de récompression et la partie vierge de compression du processus de consolidation, comme suit :

### Consolidation secondaire
La consolidation secondaire est la compression du sol qui a lieu après la consolidation primaire. Même après la réduction de pression hydrostatique de la compression du sol a lieu au taux lent.
Ceci est connu en tant que consolidation secondaire. La consolidation secondaire est provoquée par fluage, comportement visqueux du système de l'argile-eau, compression de matière organique, et d'autres processus. En sable, le règlement provoqué par consolidation secondaire est négligeable, mais en tourbe, il est très significatif. En raison de la consolidation secondaire une partie de l'eau fortement visqueuse entre les points de contact est expulsée[pas clair].
La consolidation secondaire est donnée par la formule
{\displaystyle S_{s}={\frac {H_{0}}{1+e_{0}}}C_{a}\log \left({\frac {t}{t_{90}}}\right)\ }
avec H0 est la taille du milieu de consolidation

e0 est l'indice des vides initial

Ca est l'index secondaire de compression

t est la durée après la consolidation considérée

t90 est la durée pour réaliser la consolidation de 90%.

## Dépendance avec le temps
La consolidation peut prendre des années. C'est particulièrement vrai pour les argiles saturées parce que leur perméabilité est extrêmement faible. Tandis que le drainage se produit, la pression d'eau interstitielle est supérieure à celle du gradient barométrique parce qu'elle reprend une partie de l'effort appliqué (par réaction à la pression des particules du « squelette solide » du sol).
Le rapport de consolidation ou la ROC fini est défini comme l'effort le plus élevé éprouvé divisé par l'effort actuel. Un sol qui éprouve actuellement son effort le plus élevé qu'il ait connu serait considéré normalement consolidé. Un sol pourrait être considéré sous-consolidé juste après qu'une nouvelle charge est appliquée mais avant que la pression excédentaire d'eau interstitielle a eu le temps pour absorber.

## Problématique de la consolidation sur les chantiers

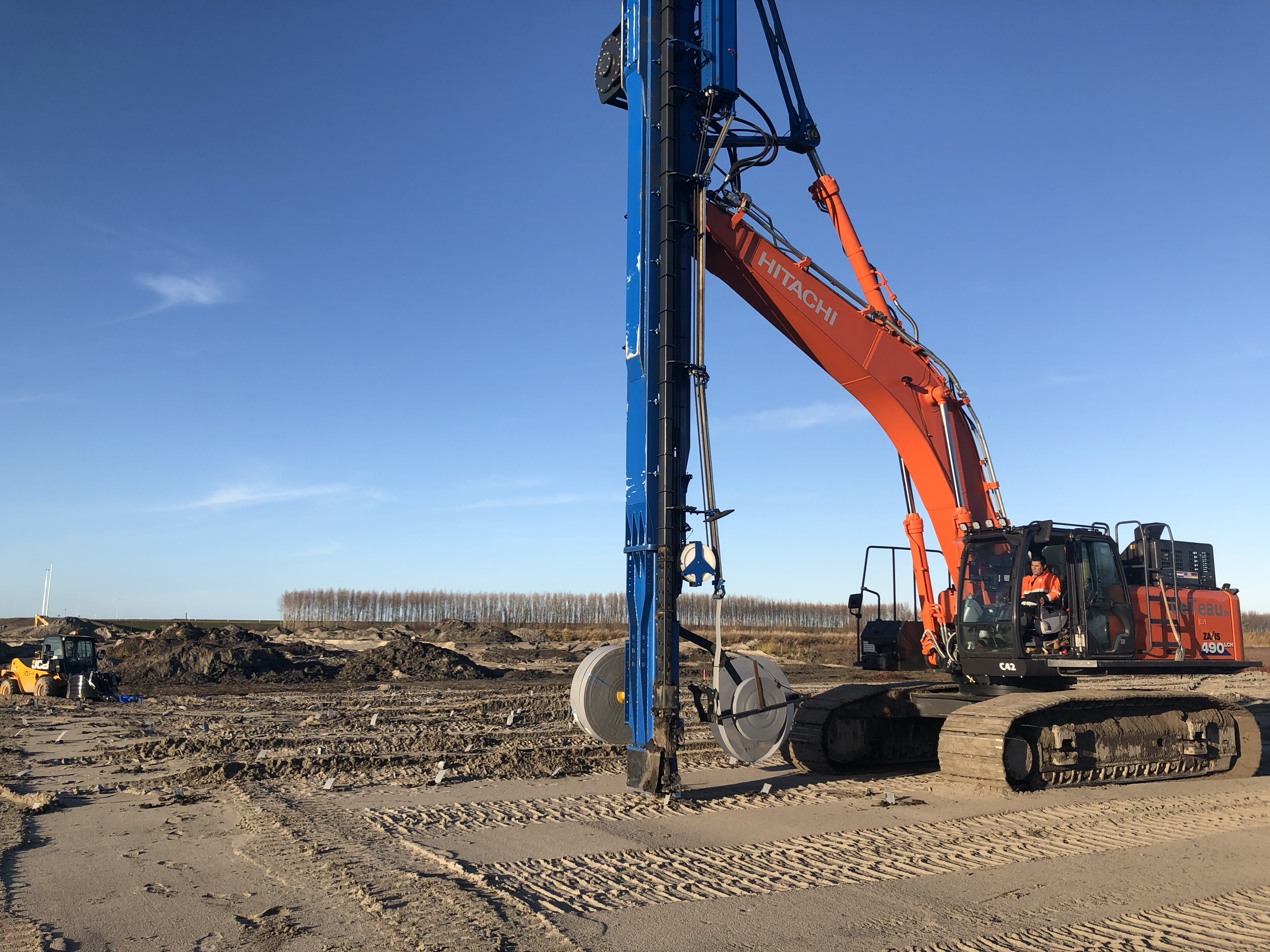
Exemple de matériel utilisé pour l'installation de drains verticaux.

La problématique du temps de consolidation sous une charge peut être un problème majeur sur certains chantiers, notamment de génie civil. L’application d'une charge élevée (typiquement un remblais routier ou ferroviaire) sur un sol de faible capacité géotechnique et à faible porosité induira une durée de consolidation parfois très importante (jusqu'à plusieurs années) et des tassements importants (pouvant aller jusqu'à plusieurs mètres dans les cas les plus extrêmes).
Pour permettre une consommation des tassements, et donc une consolidation, dans un laps de temps raisonnable par rapport à la durée du chantier, une solution peut être d’augmenter la perméabilité du sol en place. Ceci permet d'aider la surpression interstitielle à se dissiper, et augmente la vitesse des tassements, de manière à avoir un ouvrage stable sur un sol normalement consolidé à la fin du chantier. Ceci passe par la mise en place d'un maillage de drains verticaux, également parfois nommés PVD (Prefabricated Vertical Drains en anglais), comme cela a été le cas sur l'Autoroute Fnideq - Tétouan au Maroc, ou sur de nombreux projets en France et partout dans le monde. Cette installation de drains verticaux peut être couplée ou non à un système de pompage permettant d'encore augmenter la vitesse de consolidation.